# Sven Torbjörn Lagerwall
Sven Yngve Torbjörn Lagerwall, född 3 januari 1934, är en svensk fysiker. Han disputerade 1966 vid Chalmers tekniska högskola där han senare blivit professor i fysik. Han invaldes 1995 som ledamot av Ingenjörsvetenskapsakademien och blev 1996 ledamot av Vetenskapsakademien.

### Fotnoter
1. ↑  Libris, Kungliga biblioteket, SELIBR-ID: 203905.[källa från Wikidata]
2. ↑  Lagerwall, Sven Torbjörn (1966). Mobility and diffusion mechanism of argon atoms in single-crystal calcium fluoride. Doktorsavhandlingar vid Chalmers tekniska högskola, 0366-8746 ; 53. Libris 494160